# Bitwa pod Tarnawatką
Bitwa pod Tarnawatką – ostatni bój 1 Dywizji Piechoty Legionów w kampanii wrześniowej; część II bitwy tomaszowskiej.

## Odtworzona 1 DP Leg.
19 września w okolicach Marynina, zgodnie z rozkazem dowódcy Frontu Północnego gen. Stefana Dęba-Biernackiego, zreorganizowana została 1 Dywizja Piechoty Legionów. Dowództwo dywizji zachował gen. Wincenty Kowalski, dowódcą piechoty dywizyjnej został płk Stanisław Tatar, dowódcą artylerii ppłk Stefan Czerwiński, a ppłk Czesław Parczyński szefem sztabu.
W jej skład weszły następujące oddziały:
- 1 pp Leg. pod dowództwem ppłk. Jana Kasztelowicza, sformowany z dawnych 1., 5. i 6 pp Leg.,
- 8 pp Leg. pod dowództwem ppłk. Antoniego Cebulskiego, złożony z I i II batalionu tegoż pułku oraz zbiorczego batalionu 7 pp Leg. i zbiorczego batalionu 9 pp Leg.,
- 1 pal pod dowództwem ppłk. Mieczysława Podlewskiego:
  - II/1 pal
  - bateria 1 dac
  - zbiorczy dywizjon 3 pal mjr. Mieczysława Kułakowskiego.

Łącznie „nowa” 1 DP Leg. liczyła siedem batalionów piechoty (około 6 tys. żołnierzy) i 14 dział.

## Sytuacja ogólna
Z wycofujących się z północnego Mazowsza oraz znad środkowej Wisły z polskich związków taktycznych utworzony został Front Północny. Dowództwo nad nim objął gen. dyw. Stefan Dąb-Biernacki. W jego struktury weszła między innymi armia gen. Emila Przedrzymirskiego w składzie 1 DP Leg., 33 DP, 41 DP, Mazowiecka BK. Siły te toczyły walkę z częścią sił niemieckiej 14 Armii, w celu przebicia się na przedmoście rumuńskie. Gen. Dąb-Biemacki, osłaniając się od strony Zamościa, postanowił uderzyć na Niemców znajdujących się na rubieży Łabunie, Tarnawatka, Tomaszów Lubelski, a potem skoncentrować się w Lasach Zamojskich i stamtąd nacierać na południe.
22 września rozpoczęła się kolejna bitwa w rejonie Tomaszowa Lubelskiego. Armia gen. Przedrzymirskiego zaatakowała zbierający się do odmarszu za San VIII Korpus Armijny gen. Ernesta Buscha. Zadanie opanowania Tomaszowa Lubelskiego otrzymała kombinowana dywizja gen. Jerzego Wołkowickiego, ubezpieczenie lewego skrzydła armii zapewniało zgrupowanie płk. Mariana Ocetkiewicza. Na Tarnawatkę z rejonu Wożuczyna uderzyć miała 1 Dywizja Piechoty Legionów.

## Przebieg działań
22 września 1939 o godzinie dwunastej ugrupowana w trzy kolumny 1 Dywizja Piechoty Legionów rozpoczęła natarcie z zadaniem osiągnięcia rubieży szosy zamojskiej i opanowania rejonu Tarnawatki. Wsparcie zapewniał 11 dywizjon artylerii najcięższej, dywizjon przeciwlotniczy i oddział pancerny w składzie 9 czołgów i kilku tankietek. O zmierzchu 1 pułk piechoty Legionów osiągnął Falków. Rozgorzały ciężkie walki, zakończone sukcesem strony polskiej.
Około 22:00 kolumny ruszyły dalej, a po północy dotarły do stanowisk artylerii nieprzyjaciela rozmieszczonej na północny zachód od Tarnawatki. 1 pp Leg. podszedł pod Antoniówkę i atakiem „na bagnety” wyrzucił nieprzyjaciela ze wsi, zdobywając kilka dział i biorąc jeńców. I/1 pp Leg. uderzył z marszu na Niemirówek i także zdobył ją. O świcie 23 września oddziały dywizji przekroczyły szosę Zamość–Tomaszów, ale 8 pp Leg. utknął przed Suminem. Rano Niemcy podciągnęli świeże siły, w tym całą artylerię VIII KA i uderzyli w bok wysuniętych do przodu kolumn 1 DP Leg. Po przygotowaniu artyleryjskim oddziały niemieckiej 8 Dywizji Piechoty, wzmocnione czołgami 2 Dywizji Pancernej, przeszły do kontrataku i odbiły Antoniówkę, wypierając 1 pp Leg. pod Sumin i w kierunku majątku Tarnawatka. Baterie 1 pal Leg. podczas odpierania ataku wystrzelały ostatnie pociski, bataliony 1 pp Leg. około dziesiątej zostały wyparte z ciężkimi stratami ze wsi i przeszły do odwrotu pod Sumin i dalej pod Tarnawatkę. Gen. Kowalski usiłował zorganizować jeszcze jedno silne natarcie. Po przesunięciu SO artylerii na nowe pozycje, dowodzący drugim rzutem dywizji płk Stanisław Tatar zorganizował natarcie 8 pp Leg. na Tarnawatkę, a ppłk Jan Kasztelowicz uderzył 1 pp Leg. na Antoniówkę. Początkowo polskie natarcie miało niewielkie powodzenie. I/7 pp Leg. mjr. Grabińskiego szturmem zdobył wschodni skraj Antoniówki. Natarcie 1 pp Leg. na zachodni skraj tej wioski załamało się w ogniu artylerii nieprzyjaciela, podobnie jak atak I/8 pp Leg. mjr. Michała Kasei, który zaległ przed wioską.
23 września 1939 około 11:00 ruszył do ataku na Tarnawatkę II/8 pp Leg. prowadzony przez mjr. Tadeusza Sabatowskiego (wsparty armatami 1 dywizjonu artylerii ciężkiej mjr. Jana Pietrzaka). Natarcie zakończyło się szturmem „na bagnety” i zdobyciem Tarnawatki, biorąc około trzydziestu jeńców z 4 Dywizji Lekkiej. Niemcy wycofali się za rzekę Wieprz do miejscowości Dolina i Pańków. Niemiecki kontratak wyprowadzony po kilku godzinach w bok polskiego batalionu i huraganowy ogień karabinów maszynowych spowodował duże straty wśród polskich żołnierzy, zmuszając II/8 pp Leg. mjr. Sabatowskiego do odwrotu na bagna, podczas którego został rozbity i rozproszony, I/8 pp Leg. mjr. Kasei został wyparty z Niemirówka, a następnie zdziesiątkowany ogniem artylerii. Zbiorczy I/7 pp Leg. mjr. Romana Grabińskiego  poniósł duże straty we wsi Antoniówka i wycofał się na południe w stronę stawów. Pododdziały 1 DP Leg., pomimo dokonywania kontrataków pod dowództwem gen. Kowalskiego, zostały zepchnięte na bagna i stawy tarnawackie.
Około południa teren okalający bitwę stał się jednym wielkim pobojowiskiem. Dowódca dywizji gen. Wincenty Kowalski ze stanowisk ogniowych 5 baterii 1 pal Leg. przez radiostację zameldował dowódcy armii: Bitwa skończona. Jestem rozbity, jedno pobojowisko trupów i rannych. Odmeldowuję się.

## Bilans walk

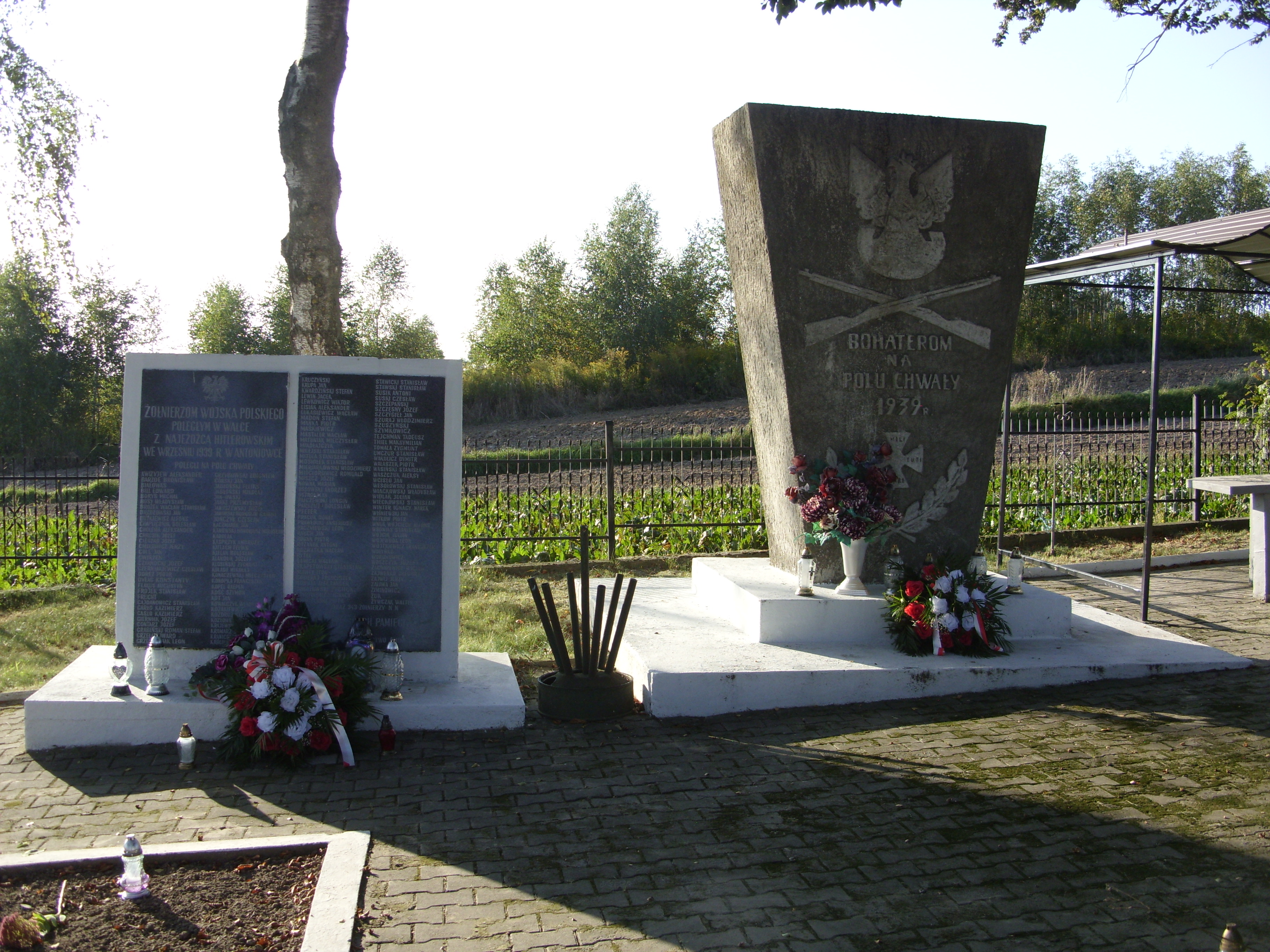
Cmentarz w Antoniówce koło Krynic

W walkach pod Tarnawatką 1 DP Leg. poniosła duże straty i w zasadzie została całkowicie rozbita, poległo lub odniosło rany blisko 75% jej żołnierzy. Niemiecki patrol sanitarny wyniósł rannego dowódcę dywizji z pobojowiska, po czym został przewieziony do wysuniętego punktu dowodzenia 14 Armii w Tomaszowie Lubelskim, gdzie na pytanie niemieckiego dowódcy o cel tej niezłomnej walki odpowiedział: Był to bardzo wielki cel, to jest honor 1 Dywizji Piechoty Legionów Józefa Piłsudskiego bić się do końca, do ostatniego żołnierza. Podczas walk ciężko ranny został szef sztabu ppłk Czesław Parczyński, poległ dowódca 7 pp mjr Roman Grabiński, śmiertelnie ranny został dowódca 1 pal ppłk Mieczysław Podlewski. Dywizja uległa rozproszeniu, a tylko część oddziałów pod dowództwem mjr. Włodzimierza Grabowskiego dołączyła pod Krasnobrodem do 39 Dywizji Piechoty. Uratował się też III/1 pp Leg. mjr. Wilhelma Kiczaka, który wysłany był przez płk. Stanisława Tatara pod Krynice na ubezpieczenie dywizji. W działaniach zajął majątek Zofiówka, z którego to w pośpiechu musiał uchodzić sztab niemieckiej 8 DP. Z żołnierzy 3 DP Leg. mjr Józef Kokoszka sformował zbiorczy batalion 8 pp Leg., który 24 września dołączył pod Suchowolą do 39 DP.